# Monteforte Irpino
Monteforte Irpino è un comune italiano di 11 396 abitanti della provincia di Avellino in Campania.

## Storia
Il suo castello, da cui prende nome il paese, fu probabilmente un antico castrum romano, su cui fu edificato un castello vero e proprio probabilmente dai Longobardi. A partire dall'891 Monteforte compare stabilmente in diversi documenti ufficiali.
Nel periodo angioino, passò ai principi di Montfort e vi dimorò quel Guido di Montfort che il 25 maggio 1270 nella chiesa di San Silvestro di Viterbo assassinò Enrico di Cornovaglia, figlio di re Riccardo I d'Inghilterra.
Il feudo in seguito appartenne agli Orsini, ultimi conti di Nola, che lo persero per essersi ribellati a Carlo V. 
Nel 1799 i francesi vi fissarono un distaccamento e da qui mossero all'attacco di Mercogliano ed Avellino. I moti carbonari di Nola (1º luglio 1820) videro Monteforte protagonista: gli insorti del seguito di Michele Morelli vi innalzarono la bandiera della libertà contro i Borboni.
In seguito, acquistò l'appellativo di Irpino per meglio evidenziarne l'appartenenza 
territorio dell'Irpinia.
Dopo l'entrata in guerra dell'Italia nel giugno 1940, il regime fascista istituì un campo di detenzione a Monteforte Irpino: era nei locali di un ex orfanotrofio nel mezzo di una zona residenziale. Gli internati erano oppositori italiani ed antifascisti che avevano spesso scontato lunghe pene detentive. Il campo di Monteforte Irpino fu sciolto solo alla fine dell'estate del 1943.

### La strage del viadotto Acqualonga
La sera del 28 luglio 2013 avvenne la strage del viadotto Acqualonga: un pullman Volvo B12 Echo precipitò in una vallata da un viadotto nei pressi di Monteforte Irpino in località Acqualonga, causando la morte di 40 persone e ferendone 8, provocando il più grave incidente stradale in Italia.

## Monumenti e luoghi d'interesse
Di epoca seicentesca, la chiesa madre di San Nicola di Bari conserva alcune tele del XVIII secolo di scuola napoletana e solimeniana con soggetti religiosi (santi e scene del Nuovo Testamento).
I ruderi del castello e la chiesa di San Martino costituiscono il nucleo più significativo dell'antica Monteforte.
Sul colle di San Martino, circondati da una pineta recintata e attrezzata, sono cospicui i ruderi dell'imprendibile fortezza medievale, costruita in posizione strategica già in epoca longobarda. Ampliata dagli angioini e dagli aragonesi, si ammirano ancora parte delle murature perimetrali in pietrame, una torre a pianta circolare ed un artistico camino.
Nei pressi del castello, la chiesa di San Martino risale nel suo impianto originario al Duecento. Più volte ristrutturata, mostra un bel portale principale, la statua raffigurante san Martino, un'alta torre campanaria ed un tiburio cilindrico. Dentro l'unica navata si apprezzano il cassettonato ligneo del soffitto, il pavimento in maiolica e un quadro rappresentante san Martino, donato alla comunità dall'artista Massimo Marano.
Fulcro del paese è piazza Umberto I ove si affacciano l'ex municipio ora Casa della Cultura e la parrocchia di San Nicola.

## Società

### Evoluzione demografica
Abitanti censiti

### Lingue e dialetti
Accanto alla lingua italiana, a Monteforte si parla il dialetto irpino.

## Amministrazione

### Sindaci
| Periodo | Periodo   | Primo cittadino                                     | Partito                          | Carica                    | Note |
| ------- | --------- | --------------------------------------------------- | -------------------------------- | ------------------------- | ---- |
| 1994    | 1998      | Sergio Nappi                                        | CCD                              | Sindaco                   |      |
| 1998    | 2002      | Sergio Nappi                                        | centrodestra                     | Sindaco                   |      |
| 2002    | 2007      | Martino De Sapio                                    | centrodestra                     | Sindaco                   |      |
| 05-2007 | 11-2007   | Vincenzo Carullo                                    | centrosinistra                   | Sindaco                   |      |
| 11-2007 | 2008      | Armando Amabile                                     |                                  | Commissario Straordinario |      |
| 2008    | 2011      | Sergio Nappi                                        | lista civica                     | Sindaco                   |      |
| 2011    | 2016      | Antonio Di Stefano                                  | lista civica                     | Sindaco                   |      |
| 2016    | 2024      | Costantino Giordano                                 | lista civica "Monteforte SI Può" | Sindaco                   |      |
| 2024    | in carica | Rosalba Scialla, Salvatore Guerra, Raffaele Barbato | commissione straordinaria        | Sindaco                   |      |

### Altre informazioni amministrative
Il comune fa parte della Comunità montana Partenio - Vallo di Lauro.
Parte del territorio comunale è compreso nella perimetrazione del Parco regionale del Partenio.

## Sport
A Monteforte sono presenti due club calcistici, il primo è l'Asd Mi Sfizio soccer, 'fondato nel 2017, i cui colori sociali sono il bianco-rosso e che milita attualmente nel campionato di Seconda Categoria assieme all'altra squadra di Monteforte: l'US Monteforte, fondato nel 1990, i cui colori sociali sono il bianco ed il verde. Nel campionato di seconda categoria 2019-20 le due squadre sono state inserite nel girone E.